# Florencio Delgado
Florencio Manuel Delgado  (Córgomo, Villamartín de Valdeorras, Orense, 27 de agosto de 1903-Fair Oaks, Estados Unidos, 14 de mayo de 1987) fue un escritor y activista español en lengua gallega, y una figura destacada del exilio gallego en México.

## Biografía
Nació en Córgomo en 1903. Realizó estudios universitarios en la Universidad de Valladolid, donde se licenció en Derecho, pasando a ejercer cómo abogado en El Barco de Valdeorras. En 1933 ingresó en el Partido Galeguista. Tras estallar la Guerra Civil, logró escapar de la represión iniciada en la comarca de Valdeorras por los sublevados en julio de 1936, hasta alcanzar Oporto, en Portugal, desde donde pudo trasladarse a Burdeos (Francia) para llegar a la Barcelona republicana en enero de 1938.
En ese mismo año accedió a la ejecutiva del Partido Galeguista como Secretario de Propaganda. Tras finalizar la Guerra Civil marchó al exilio en México, país en el que se estableció definitivamente. En él, se convirtió en una figura destacada del exilio gallego, dirigiendo las revistas Saudade y Vieiros, la cual había fundado junto a Luis Soto y Carlos Velo. Fundó también el Padroado da Cultura Galega, la Irmandade Galeguista y el Ateneo de Galicia en México, así como la asociación A Nosa Xente y el programa radiofónico Hora de Galicia, en antena durante casi dos décadas.
Durante su etapa al frente de Vieiros se relacionó de forma intensa con intelectuales galleguistas del exilio interior, como Francisco Fernández del Riego e Valentín Paz Andrade y el Grupo Brais Pinto, así como con galleguistas de Argentina como Rodolfo Prada.[cita requerida]
Su obra poética comprende los poemarios Bebedeira (1934), vinculado al hilozoísmo, Galicia infinda (1963), que recogía su poesía de posguerra e incorporaba motivos mexicanos de inspiración azteca, Cantarenas. Poemas (1934-1980) (1981), que amplía los poemas de su primer libro, y O soño do guieiro (1983), que contiene poemas sociolingüísticos y políticos.
Falleció el 14 de mayo de 1987 en Fair Oaks (Estados Unidos) a los 83 años.
En 2022 le fue dedicado el Día de las Letras Gallegas.

## Obra
- Bebedeira (1934). Editorial Nós. Reeditado en 2022 (Xerais y Galaxia).
- Poesía inglesa e francesa vertida ao galego (1949) (en colaboración con Plácido R. Castro y Lois Tobío Fernández). Reeditado en 2005 (Galaxia).
- Galicia infinda (1963). Galaxia. Reeditado en 2022 (Xerais y Galaxia).
- Cantarenas. Poemas (1934-1980) (1981). Ediciós do Castro. Reeditado en 2022 (Xerais).
- O soño do guieiro (1983). Ediciós do Castro. Reeditado en 2022 (Xerais y Galaxia).